# Maria Caniglia
Maria Caniglia, una de las sopranos dramáticas más relevantes del período 1930-50, nació en Nápoles el 5 de mayo de 1905 y falleció el 16 de abril de 1979 en Roma.

## Biografía
De importantes medios y fuerte temperamento, como soprano sucedió a Claudia Muzio y precedió a Renata Tebaldi y Maria Callas. 
Preferentemente asociada con óperas veristas y de Giuseppe Verdi, estudió con Agustino Roche - maestra de su colega, la mezzo Ebe Stignani - debutando como Crysotemis en Elektra de Richard Strauss en el Teatro Regio de Turín en 1930.
En La Scala de Milán debutó en 1937 y cantó regularmente en Un ballo in maschera, La forza del destino, Aida, Andrea Chénier, Tosca, Adriana Lecouvreur , Mefistofele, Werther, Simón Boccanegra, La Wally, Il trovatore, La Traviata, Manon Lescaut y otras óperas del verismo. En 1951 abandonó en teatro milanés para convertirse en la Prima donna absoluta en la Ópera de Roma.
Debutó en el Metropolitan Opera de Nueva York como Desdemona en Otello en 1938, donde también cantó Aida, Tosca, Simon Boccanegra y Falstaff.
Cantó en Covent Garden de Londres, París, en el Liceo de Barcelona, Río de Janeiro y en el Teatro Colón de Buenos Aires en 1937, 1946, 1947 y 1956 como Aida, Lucrezia, Tosca, Abigaille de Nabucco, Norma, Manon Lescaut, Adriana Lecouvreur y Leonora de Il Trovatore.
Participó en la exhumación de óperas como Poliuto de Donizetti y Oberto de Verdi y en óperas contemporáneas como La notte di Zoraima (Milan, 1931), Cyrano di Bergerac de Franco Alfano ( Roma, 1936) y Lucrezia ( 1937) y La campana sommersa, ambas de Ottorino Respighi.
Trabajó con los grandes directores y cantantes de su era, recordándose su asociación con el tenor Beniamino Gigli y el director Tullio Serafin con quien grabó, entre otros, una conocida versión del Requiem de Verdi.
En 1939 se casó con el compositor Pino Donati (1907-1975). Se retiró en 1957.

## Discografía de referencia
- Giordano: Andrea Chénier / De Fabritiis, Gigli, 1941
- Puccini: La Fanciulla Del West / de Fabriitis
- Puccini: Tosca / De Fabritiis, Gigli, 1938
- Verdi: Aida / Serafin, 1946
- Verdi: La Forza Del Destino / Marinuzzi, 1941
- Verdi: Requiem / Serafin, Pinza, Gigli y Stignani.1939
- Verdi: Un Ballo In Maschera / Serafin, Gigli, 1943